# Convention africaine
La Convention africaine (CAf) était un parti politique d'Afrique-Occidentale française. Fondé en 1957, il a disparu dès l'année suivante. 

## Histoire
Le congrès fondateur de la Convention africaine, convoqué par Léopold Sédar Senghor, s'est déroulé du 11 au 13 janvier 1957 à Dakar, capitale de l'Afrique occidentale française. Les participants au congrès étaient des membres des Indépendants d'Outre-Mer, un groupe parlementaire de l'Assemblée nationale française. Le député sénégalais Senghor est président du parti. Alexandre Adandé du Dahomey est nommé secrétaire général du parti.
La Convention africaine vise à créer deux fédérations dans les territoires français d'Afrique, qui doivent être des États membres d'une république française à organisation fédérale. Comme le Mouvement socialiste africain (MSA) fondé à la même époque, et l'ancien Rassemblement démocratique africain (RDA), la Convention africaine est organisée de manière inter-territoriale et se compose de plusieurs partis membres dans les territoires d'outre-mer français en Afrique de l'Ouest. Le 6 mars 1957, un parti nigérien rejoint la Convention africaine : il s'agit des Forces Démocratiques Nigériennes d'Ikhia Zodi, parti successeur de l'Union des Nigériens Indépendants et Sympathisants (UNIS).
En mars 1958, la Convention Africaine fusionne à son tour avec le Mouvement socialiste africain (MSA) au sein du Parti du regroupement africain (PRA).